# Charles Bouge
Pour les articles homonymes, voir Bouge (homonymie).
Charles, baron Bouge  (° 12 septembre 1763 à Toulon - † 25 mai 1826 à Callian (Var)) est un militaire français des XVIIIe et XIXe siècles.

## Biographie
Capitaine le 17 septembre 1791 au 2e bataillon de volontaires du Var, incorporé dans la 21e demi-brigade, il fit les campagnes de l'armée d'Italie de 1792 à l'an IV. Il obtint l'autorisation de s'absenter pour cause de maladie, mais il ne rejoignit pas à l'expiration de sa permission, et fut remplacé le 12 nivôse an IV (2 janvier 1796).
Il reprit du service le 26 thermidor an VII (13 août 1799) dans le bataillon complémentaire de la 32e demi-brigade, passa peu de temps après dans la 12e demi-brigade légère, rentra dans le 32e demi-brigade le 28 frimaire an VIII (19 décembre 1799), et servit de l'an VII à l'an IX aux armées d'Italie, d'Helvétie et au corps d'observation du Midi.
Chef de bataillon et membre de la Légion d'honneur les 27 floréal an XII (17 mai 1804) et 25 prairial an XII (14 juin 1804), il suivit son régiment à l'armée des côtes de l'Océan en l'an XIII et à la Grande Armée de l'an XIV à 1808. À la bataille de Haslach-Jungingen, le 19 vendémiaire an XIV (11 octobre 1805), il reçut un coup de feu au bras gauche. À l'affaire de Krems le 20 brumaire an XIV (11 novembre 1805), un peu avant la bataille d'Austerlitz, il enfonça avec son bataillon une colonne ennemie. Nommé major du 96e régiment de ligne, et colonel du 61e les 3 et 5 mars 1807, il fut cité honorablement à l'ordre de l'armée, et devint officier de la Légion d'honneur le 7 juillet. L'Empereur le nomma baron de l'Empire pendant la campagne d'Autriche (1809).
Il prit part à la guerre de Russie en 1812, obtint la croix de commandant de la Légion d'honneur le 15 octobre, tomba au pouvoir des Russes le 10 décembre, et ne rentra en France que le 18 août 1814.
Il prit alors le commandement du 57e de ligne (ancien 61e). Au retour de l'île d'Elbe, Napoléon rendit à ce régiment le numéro qu'il portail avant 1814, et confirma le baron Bouge dans le commandement de ce corps, à la tête duquel il fit la campagne de Belgique en 1815.
Mis à la retraite le 27 avril de la même année, il se retira à Callian (Var), où il mourut le 25 mai 1826.

## Armoiries
| Figure | Blasonnement |
| ------ | --- |
|        | Armes du baron Bouge et de l'Empire (décret du 19 mars 1808, lettres patentes du 28 janvier 1809 (Paris)) À la croix d'argent à quatre cantons égaux : le premier et le quatrième d'azur à la tour d'or ajourée de sable ; le deuxième des barons tirés de l'armée ; le troisième de gueules au faisceau à l'antique d'argent., Livrées : les couleurs de l'écu. |